# 화순 운주사 쌍교차문 칠층석탑
화순 운주사 쌍교차문 칠층석탑(和順 雲住寺 雙交叉紋 七層石塔)은 대한민국 전라남도 화순군 도암면 용강리, 운주사에 있는 칠층석탑이다. 2005년 7월 13일 전라남도의 유형문화재 제277호로 지정되었다.

## 현지 안내문
이 석탑은 운주사에서 유일하게 광배를 갖춘 석불좌상 바로 앞에 위치하고 있다. 이 탑 역시 높고 큼직한 방형의 기단석 위에 1단의 방형 좌대를 만들고 그 위에 탑신부를 얹었다. 비교적 안정되고 깔끔한 모습을 하고 있다. 이 석탑의 외형은 신라 전형양식을 따르고 있으면서도 각층 탑신석에 특이한 쌍교차문(XX)과 측면의 마름모꼴()의 형태를 장식하는 등 국내석탑에서는 그 유례가 없는 양식을 보여주고 있다. 제작시기는 고려시대이다.

## 같이 보기
- 운주사

## 참고 자료
- 화순운주사쌍교차문칠층석탑 - 국가유산청 국가유산포털